# 娜塔莉亚·佩米诺娃
纳塔利娅·安德烈耶夫娜·佩尔米诺娃（俄语：Наталья Андреевна Перминова；俄語羅馬化：Natalia Andreevna Perminova ，1991年11月14日—），俄羅斯女子羽毛球運動員，擅長單打項目。

## 簡歷
2013年，娜塔莉亚·佩米诺娃入選俄羅斯隊出戰莫斯科舉行的歐洲羽毛球混合團體錦標賽，助國家隊贏得季軍。
2013年8月，佩米诺娃參加中國廣州舉行的世界羽毛球錦標賽，出戰女子單打項目，在首圈就以0比2（14-21、18-21）負於保加利亞的佩蒂娅·内德尔奇娃出局。
2014年8月，佩米诺娃參加丹麥哥本哈根舉行的世界羽毛球錦標賽，出戰女子單打項目。首圈以2-0擊敗紐西蘭選手安娜·兰金晉級，但在第二圈就以0比2（11-21、9-21）不敵7號種子、印度的塞娜·内维尔出局。
2015年8月，佩米诺娃參加印尼雅加達舉行的世界羽毛球錦標賽，出戰女子單打項目，首圈就以0比2（18-21、18-21）不敵法國的戴尔芬·兰萨克出局。
2017年8月，佩米诺娃參加蘇格蘭格拉斯哥舉行的世界羽毛球錦標賽，出戰女子單打項目，首圈就以0比2（17-21、18-21）不敵香港的葉姵延出局。

## 主要比賽成績
只列出曾進入準決賽的國際賽事成績：
| 年份   | 賽事                     | 公開賽級別 | 項目     | 搭檔                      | 成績   |
| ------ | ------------------------ | ---------- | -------- | ------------------------- | ------ |
| 2009年 | 歐洲青年羽毛球錦標賽     | 其他       | 女子單打 | －                        | 準決賽 |
| 2009年 | 哈爾科夫羽毛球國際賽     | 國際系列賽 | 女子單打 | －                        | 準決賽 |
| 2009年 | 塞浦路斯羽毛球國際賽     | 國際系列賽 | 女子雙打 | 安娜斯塔西亚·切尔维亚科娃 | 冠軍   |
| 2012年 | 冰島羽毛球國際賽         | 國際系列賽 | 女子單打 | －                        | 準決賽 |
| 2013年 | 愛沙尼亞羽毛球國際賽     | 國際系列賽 | 女子單打 | －                        | 亞軍   |
| 2013年 | 歐洲羽毛球混合團體錦標賽 | 其他       | 混合團體 | －                        | 準決賽 |
| 2013年 | 克羅地亞羽毛球國際賽     | 國際系列賽 | 女子單打 | －                        | 冠軍   |
| 2013年 | 碧特博格羽毛球黃金大獎賽 | 黃金大獎賽 | 女子單打 | －                        | 準決賽 |
| 2013年 | 威爾斯羽毛球國際賽       | 國際挑戰賽 | 女子單打 | －                        | 準決賽 |
| 2014年 | 歐洲女子羽毛球團體錦標賽 | 其他       | 女子團體 | －                        | 亞軍   |
| 2014年 | 芬蘭羽毛球公開賽         | 國際挑戰賽 | 女子單打 | －                        | 準決賽 |
| 2015年 | 伊朗羽毛球國際挑戰賽     | 國際挑戰賽 | 女子單打 | －                        | 準決賽 |
| 2015年 | 墨西哥城羽毛球大獎賽     | 大獎賽     | 女子單打 | －                        | 準決賽 |
| 2016年 | 大溪地羽毛球國際挑戰賽   | 國際挑戰賽 | 女子單打 | －                        | 準決賽 |
| 2016年 | 俄羅斯羽毛球大獎賽       | 大獎賽     | 女子單打 | －                        | 準決賽 |
| 2016年 | 俄羅斯羽毛球大獎賽       | 大獎賽     | 女子雙打 | 阿纳斯塔西娅·塞梅诺娃     | 準決賽 |
| 2017年 | 歐洲羽毛球混合團體錦標賽 | 其他       | 混合團體 | －                        | 亞軍   |
| 2017年 | 俄羅斯羽毛球大獎賽       | 大獎賽     | 女子單打 | －                        | 準決賽 |
| 2018年 | 歐洲羽毛球女子團體錦標賽 | 其他       | 女子團體 | －                        | 季軍   |
| 2018年 | 保加利亞羽毛球公開賽     | 國際系列賽 | 女子單打 | －                        | 準決賽 |
| 2019年 | 薩洛盧羽毛球公開賽       | 超級100賽  | 女子單打 | －                        | 準決賽 |
| 2019年 | 哈薩克羽毛球國際賽       | 國際系列賽 | 女子單打 | －                        | 冠軍   |

| 2007-2017年 | 首要超級賽 | 超級賽 | 黃金大獎賽 | 大獎賽 | 國際挑戰賽 | 國際系列賽 | 未來系列賽 | 其他 |

| 2018-2026年 | 總決賽 | 超級1000賽 | 超級750賽 | 超級500賽 | 超級300賽 | 超級100賽 | 國際挑戰賽 | 國際系列賽 | 未來系列賽 | 其他 |

### 奧運會和世錦賽參賽紀錄
|          | 2013 | 2014 | 2015 | 2016       | 2017 | 2018 | 2021 |
| -------- | ---- | ---- | ---- | ---------- | ---- | ---- | ---- |
| 女子單打 | 48強 | 32強 | 48強 | 小組第二名 | 48強 | 48強 | 48強 |